# Jan Bürki
Jan Bürki  (* 1999) ist ein Schweizer Unihockeyspieler, der beim Nationalliga-A-Verein SV Wiler-Ersigen unter Vertrag steht.

## Karriere

### Verein
Bürki stand während der Saison 2016/17 erstmals im Kader der Nationalliga-A-Mannschaft des SV Wiler-Ersigen. 2017/18 absolvierte er 30 Partien für die Emmentaler und erzielte seinen ersten Treffer. Zur Saison 2018/19 wurde er fix in das Kader der ersten Mannschaft aufgenommen und gehörte zu den besten Offensivverteidigern der Schweizer Nationalliga.
Auf die Saison 2021/22 schloss sich Bürki dem schwedischen Team FBC Kalmarsund um den Topstar Kim Nilsson an.

### Nationalmannschaft

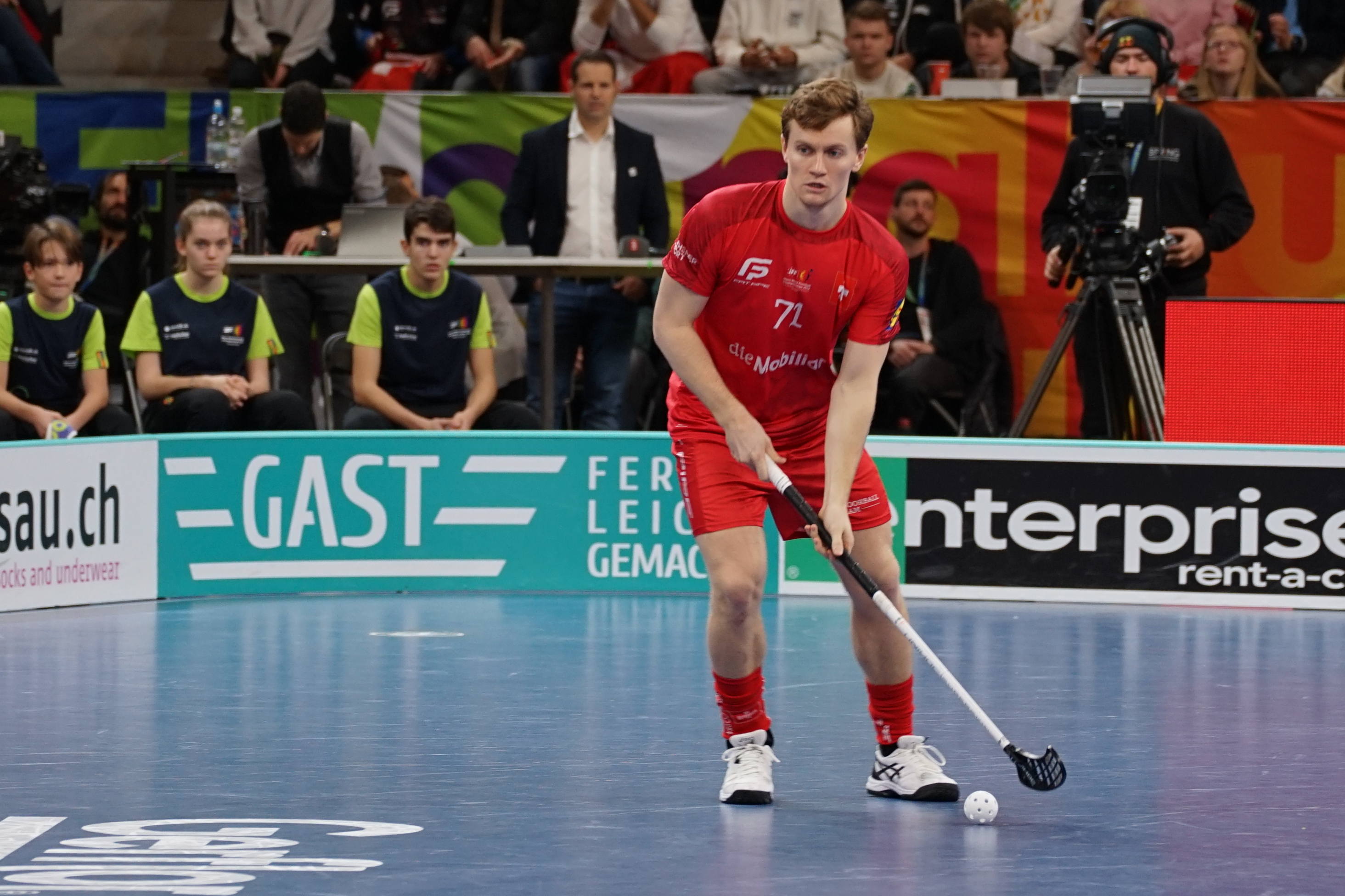
Bürki im Dress der Nationalmannschaft

Zwischen 2016 und 2017 gehörte Bürki dem Kader der Schweizer U19-Nationalmannschaft von Simon Meier an.
2017 debütierte er bereits für die Schweizer A-Nationalmannschaft von David Jansson.